# Diagrapta albipunctata
Diagrapta albipunctata là một loài bướm đêm trong họ Noctuidae.